# (23407) 1977 RG19
1977 أر جي 19 (ويعرف أيضًا باسم (23407) 1977 أر جي 19 وفق تسمية الكوكب الصغير) (بالإنجليزية: 1977 RG19)‏ هو كويكب ضمن حزام الكويكبات؛ وترتيبه 23407 من حيث الاكتشاف.
اكتُشف هذا الجُرم الفلكي بواسطة C. Michelle Olmstead ‏ في 9 سبتمبر 1977.

## وصلات خارجية
- (23407) 1977 RG19 في قاعدة بيانات مختبر الدفع النفاث لأجرام النظام الشمسي الصغيرة

- الاكتشاف · مخطط المدار ·  العناصر المدارية · المعلمات المادية

- (23407) 1977 RG19 على موقع ويكي سكاي: DSS2, SDSS, GALEX, IRAS, Hydrogen α, X-Ray, Astrophoto, Sky Map, Articles and images